# قوره‌جیل
قوره‌جیل، روستایی از توابع بخش مرکزی شهرستان کنگاور در استان کرمانشاه ایران است.

## جمعیت
این روستا در دهستان کرماجان قرار دارد و براساس سرشماری مرکز آمار ایران در سال ۱۳۸۵، جمعیت آن ۱۵۷ نفر (۴۳خانوار) بوده‌است.

## بمباران
روستای قوره‌جیل در روز دوشنبه ۱۷ آذر ۱۳۶۵ ساعت ۱۴ توسط ارتش بعث عراق بمباران شد. در این بمباران ۳۰ تن از مردم این روستا کشته و یا مجروح شدند.